# Igor Sijsling
Igor Sijsling (Amsterdam, 18 augustus 1987) is een rechtshandige tennisser uit Nederland die in 2005 professional werd.

## Loopbaan
In 2006 won hij twee futures-toernooien en in Saransk zijn eerste challengers-toernooi. In 2008 won hij nogmaals twee futures-toernooien. In juli 2009 bereikte hij de finale in Manchester maar verloor met 3-6, 6-4 en 6-2 van Olivier Rochus. Tijdens de kwalificaties voor het US Open strandde hij eveneens in de tweede ronde. In november 2009 bereikte hij de finale in Chuncheon waar hij met 2-6 en 3-6 verloor van Yen-Hsun Lu. In 2010 speelde hij de kwalificaties voor het Australian Open maar strandde eveneens in de tweede ronde. In het ATP-toernooi van Rotterdam knokte hij zich door de kwalificaties maar verloor in de tweede ronde van de uiteindelijke toernooiwinnaar Robin Söderling met 7-6 en 6-2. In november 2010 won Sijsling het challengertoernooi van Eckental.

### 2011
Via het kwalificatietoernooi van Wimbledon 2011 bereikte Sijsling voor het eerst de hoofdtabel van een grandslamtoernooi. Sijsling verloor in de eerste ronde in drie sets van de Rus Igor Koenitsyn. Een week na te zijn uitgeschakeld in het kwalificatietoernooi van het US Open won Sijsling het challengertoernooi van Alphen aan den Rijn.

### 2012
In februari 2012 won Sijsling twee challengertoernooien, die van Quimper en van Wolfsburg. In mei 2012 wist Sijsling zich voor zijn tweede grandslamtoernooi te plaatsen – in de eerste ronde van Roland Garros nam hij het op tegen Gilles Müller. Sijsling verloor deze wedstrijd in vijf sets. Nadat Sijsling in juli 2012 de challenger van Vancouver op zijn naam wist te schrijven, trad hij voor het eerst in zijn carrière de top 100 van de wereldranglijst binnen. Bij het US Open strandde hij in de tweede ronde tegen de toenmalige nummer vijf van de wereld, David Ferrer.

### 2013
Bij het eerste grandslamtoernooi van 2013, het Australian Open, verloor Sijsling in de eerste ronde van het enkelspel van de Oezbeek Denis Istomin. In het dubbelspel bereikte hij samen met Robin Haase de finale. Sijsling en Haase verloren deze finale van het Amerikaanse duo Bob en Mike Bryan. Bij het tweede grandslamtoernooi van 2013, Roland Garros, sloeg Sijsling zich voor de tweede keer in zijn carrière naar een tweede ronde van een grandslamtoernooi. In deze tweede ronde verloor hij van Tommy Robredo in vijf sets. Een maand later bereikte Sijsling de derde ronde van Wimbledon 2013 door Alex Kuznetsov en Milos Raonic te verslaan. Dit betekende zijn beste grandslamresultaat in het enkelspel. In het US Open van 2013 verloor hij met 6-7, 6-2, 4-6 en 1-6 van kwalificant Peter Gojowczyk.

### 2014
In het Australian Open van 2014 verloor hij in de eerste ronde van Thanasi Kokkinakis, met 7-6, 0-6, 7-6 en 6-2. In het Roland Garros-toernooi had hij een ongelukkige loting, namelijk tegen de als vijfde geplaatste David Ferrer, die hem in de eerste ronde uitschakelde met 4-6, 3-6 en 1-6. In het grandslamtoernooi van Engeland, Wimbledon, ging het al niet veel beter. Hij verloor in de eerste ronde van de als 22e geplaatste Philipp Kohlschreiber met 6-4, 6-4 en 6-2. In het US Open van 2014 ten slotte verloor hij (eveneens in de eerste ronde) van Víctor Estrella Burgos, met 2-6, 6-4, 6-3 en 6-2.

### 2015
Ook op het Australian Open van 2015 was hij niet succesvol. Hij verloor opnieuw in de eerste ronde, zowel in het enkel- als het dubbelspel.

### 2016
Sijsling begon op de 145e positie op de wereldranglijst. Hij startte het jaar in Happy Valley waar hij een challenger speelde. Hij strandde in de eerste ronde. Vervolgens ging hij een challenger spelen in Manilla. Daar kwam hij tot de kwartfinale. Daarin verloor hij van Lukáš Lacko, 4-6 en 2-6. In het eerste grandslamtoernooi van het jaar, het Australian Open, moest hij zich zien te kwalificeren voor het hoofdtoernooi. Hij verloor in de tweede ronde van de Fransman Stéphane Robert met 5-7 en 5-7. 
In Montpellier probeerde Sijsling zich via de kwalificaties te plaatsen voor het hoofdtoernooi. Maar hij verloor opnieuw van een Fransman. Ditmaal van Édouard Roger-Vasselin met 5-7, 6-3 en 3-6.

## Palmares
| Legenda                       | Legenda               |
| ----------------------------- | --------------------- |
| Grand Slam                    |                       |
| Olympische Spelen             |                       |
| tot 2009                      | vanaf 2009            |
| Tennis Masters Cup            | ATP Finals            |
| ATP Masters Series            | ATP Tour Masters 1000 |
| ATP International Series Gold | ATP Tour 500          |
| ATP International Series      | ATP Tour 250          |

### Enkelspel
| Nr.                  | Datum            | Toernooi            | Ondergrond | Tegenstander in finale | Score          |
| -------------------- | ---------------- | ------------------- | ---------- | ---------------------- | -------------- |
| Gewonnen challengers |                  |                     |            |                        |                |
| 1.                   | 31 juli 2006     | Saransk             | Gravel     | Farrukh Dustov         | 7-68, 6-4      |
| 2.                   | 1 november 2010  | Eckental            | Tapijt     | Ruben Bemelmans        | 3-6, 6-2, 6-3  |
| 3.                   | 5 september 2011 | Alphen aan den Rijn | Gravel     | Jan-Lennard Struff     | 7-62, 6-3      |
| 4.                   | 6 februari 2012  | Quimper             | Hardcourt  | Malek Jaziri           | 6-3, 6-4       |
| 5.                   | 20 februari 2012 | Wolfsburg           | Tapijt     | Jerzy Janowicz         | 4-6, 6-3, 7-69 |
| 6.                   | 30 juli 2012     | Vancouver           | Hardcourt  | Sergei Bubka           | 6-1, 7-5       |
| 7.                   | 22 november 2015 | Brescia             | Hardcourt  | Mirza Basic            | 6-4, 6-4       |

### Dubbelspel
| Nr.                               | Datum           | Toernooi        | Ondergrond | Partner                | Tegenstanders in finale        | Score            |                  |
| --------------------------------- | --------------- | --------------- | ---------- | ---------------------- | ------------------------------ | ---------------- | ---------------- |
| Gewonnen finales heren dubbel     |                 |                 |            |                        |                                |                  |                  |
| 1.                                | 22 juli 2013    | ATP Atlanta     | Hardcourt  | Édouard Roger-Vasselin | Colin Fleming Jonathan Marray  | 7-66, 6-3        | Details          |
| Verloren finales heren dubbel     |                 |                 |            |                        |                                |                  |                  |
| 1.                                | 14 juli 2008    | ATP Amersfoort  | Gravel     | Jesse Huta Galung      | František Čermák Rogier Wassen | 5-7, 5-7         | Details          |
| 2.                                | 26 januari 2013 | Australian Open | Hardcourt  | Robin Haase            | Bob Bryan Mike Bryan           | 3-6, 4-6         | Details          |
| 3.                                | 15 juli 2013    | ATP Bogota      | Hardcourt  | Édouard Roger-Vasselin | Purav Raja Divij Sharan        | 6-74, 6-73       | Details          |
| Gewonnen challengers heren dubbel |                 |                 |            |                        |                                |                  |                  |
| 1.                                | 30 oktober 2006 | Louisville      | Hardcourt  | Robin Haase            | Amer Delić Robert Kendrick     | walk-over        | walk-over        |
| 2.                                | 8 november 2010 | Aken            | Tapijt     | Ruben Bemelmans        | Jamie Delgado Jonathan Marray  | 6-4, 3-6 [11-9]  | 6-4, 3-6 [11-9]  |
| 3.                                | 6 oktober 2013  | Bergen          | Hardcourt  | Jesse Huta Galung      | Eric Butorac Raven Klaasen     | 4-6, 7-6, [10-7] | 4-6, 7-6, [10-7] |

## Positie ATP-ranglijst enkelspel einde seizoen
- 2005: 783
- 2006: 302
- 2007: 385
- 2008: 525

- 2009: 245
- 2010: 126
- 2011: 200
- 2012: 68

- 2013: 70
- 2014: 84
- 2015: 145
- 2016: 177

## Prestatietabel grandslamtoernooien
| Legenda | Legenda                          |
| ------- | -------------------------------- |
| g.t.    | geen toernooi gehouden           |
| l.c.    | lagere categorie                 |
| –       | niet deelgenomen                 |
| G       | uitgeschakeld in de groepsfase   |
| 1R      | uitgeschakeld in de eerste ronde |
| 2R      | uitgeschakeld in de tweede ronde |
| 3R      | uitgeschakeld in de derde ronde  |
| 4R      | uitgeschakeld in de vierde ronde |
| KF      | uitgeschakeld in de kwartfinale  |
| HF      | uitgeschakeld in de halve finale |
| F       | de finale verloren               |
| W       | het toernooi gewonnen            |
| w-v     | winst/verlies-balans             |

### Enkelspel
| Grandslamtoernooien   |     |      |               |               |               |     |       |
| Australian Open       | –   | –    | 1R            | 1R            | 1R            | –   | 0-3   |
| Roland Garros         | –   | 1R   | 2R            | 2R            | 1R            | 2R  | 2-5   |
| Wimbledon             | 1R  | –    | 3R            | 1R            | 1R            | 1R  | 2-5   |
| US Open               | –   | 2R   | 1R            | 1R            | –             | –   | 1-3   |
| Winst-verlies         | 0-1 | 1-2  | 3-4           | 1-4           | 0-3           | 1-2 | 6-16  |
| Tennis Masters Cup    |     |      |               |               |               |     |       |
| ATP World Tour Finals | –   | –    | –             | –             | –             | –   | 0-0   |
| ATP Masters 1000      |     |      |               |               |               |     |       |
| Indian Wells          | –   | –    | 1R            | 1R            | 2R            | –   | 1-3   |
| Miami                 | –   | –    | 2R            | 1R            | –             | –   | 1-2   |
| Monte Carlo           | –   | –    | –             | 1R            | –             | –   | 0-1   |
| Madrid                | –   | –    | –             | 2R            | –             | –   | 1-1   |
| Rome                  | –   | –    | –             | 2R            | –             | –   | 1-1   |
| Montréal/Toronto      | –   | –    | –             | –             | –             | –   | 0-0   |
| Cincinnati            | –   | –    | –             | –             | –             | –   | 0-0   |
| Shanghai              | –   | –    | –             | –             | –             | –   | 0-0   |
| Parijs                | –   | 2R   | 1R            | –             | –             | –   | 1-2   |
| Olympische Spelen     |     |      |               |               |               |     |       |
| Olympische Spelen     | gt  | –    | geen toernooi | geen toernooi | geen toernooi | –   | 0-0   |
| Statistieken          |     |      |               |               |               |     |       |
| Totaal aantal titels  | 0   | 0    | 0             | 0             | 0             | 0   | 0     |
| Totaal winst-verlies  | 2-3 | 8-10 | 20-25         | 10-28         | 3-10          | 4-7 | 50-90 |
| Eindejaarsranking     | 200 | 68   | 70            | 84            | 145           | 177 |       |

### Mannendubbelspel
| Toernooi        | 2012 | 2013 | 2014 | 2015 |
| --------------- | ---- | ---- | ---- | ---- |
| Australian Open | –    | F    | 1R   | 1R   |
| Roland Garros   | –    | 1R   | 2R   | –    |
| Wimbledon       | –    | 1R   | 2R   | –    |
| US Open         | 1R   | 1R   | 2R   | –    |